# Puy de Sancy
Puy de Sancy é uma montanha com 1886 metros de altitude, a mais alta do Maciço Central e a mais alta da França fora dos Alpes e dos Pirenéus. Tem 225 km de isolamento topográfico e 1578 m de proeminência topográfica, sendo a única montanha ultraproeminente da França continental fora dos Alpes.
É parte de um antigo estratovulcão, inativo há 220 000 anos.
As suas vertentes norte e sul são usadas para esqui, e há meios mecânicos para aceder à montanha (teleférico e elevadores para esqui).
Ao pé do Puy de Sancy nascem dois pequenos riachos, o Dore e o Dogne, que, ao se reunirem, dão origem ao rio Dordogne. Há ainda fontes cujas águas têm grandes quantidades de ferro e outros minerais, e que sobem até à superfície carregadas de gás, como a fonte do vale de Chaudefour.
Acede-se às faldas do pico através de uma rota que sai de Mont-Dore, e depois a subida inicia-se a pé, demorando cerca de uma hora, ou por teleférico, em três minutos. Há um caminho pedestre até ao topo, demorando cerca de 20 minutos.
Do alto do Puy de Sancy pode observar-se uma paisagem magnífica, e com bom tempo pode até ver-se muito ao longe o monte Branco, nos Alpes a mais de 200 km em linha reta.
Tem duas estações de esqui: Super-Besse e Mont-Dore.